# ららぽーと志木
ららぽーと志木（ららぽーとしき）は、かつて埼玉県志木市に存在したららぽーと系列のショッピングセンターである。

## 解説
1979年（昭和54年）3月8日、東武東上線の志木駅東口（旧北口）付近に「志木ファイブ」としてオープン。名称は所在地である志木市本町五丁目の「5」にちなんでいる。
1982年（昭和57年）に三井不動産が施設を取得、リニューアルを経て1984年（昭和59年）6月に「ららぽーと志木」となった。ららぽーと初の受託運営店舗であったが、建物の耐震性の問題などにより2005年（平成17年）3月31日に閉館、解体された。一部のテナントは、近隣のダイエー志木店（2013年7月31日閉店）や志木駅東口前のフォーシーズンズ志木（現・マルイファミリー志木）に移転した。
跡地はグループ会社の三井不動産レジデンシャルが東急不動産と共同で開発・分譲した大型マンション「パークホームズ志木ステーションファースト」となっている。また、当館閉館後の2015年、志木市に隣接する富士見市にららぽーと富士見が開業した。

## 主要テナント
- サイゼリヤ
- ミスタードーナツ
- マクドナルド
- 新星堂（1990年代中頃までは音楽・映像ソフト販売を中心に、新星堂書店・楽器販売などのROCK INN・新星堂スポーツで構成される「新星堂カルチェ5志木店」として5階のフロア全面で展開。後年は業態・面積を縮小して営業）
- ラオックス（1984年-1994年に6階に出店、同社の撤退後は同区画に島忠、後にダイソーが出店）
- 島忠（ダイソーが出店する前のテナント）
- ダイソー

### 志木ららぽーとシネマ5
東宝グループの三和興行株式会社が経営していたシネマコンプレックス。1995年3月11日に同センター7階に開業。5スクリーンで総座席数は606席だった。
- シネマ1：154席
- シネマ2：115席
- シネマ3：151席
- シネマ4：110席
- シネマ5：76席